# Aristida venustula
Aristida venustula là một loài thực vật có hoa trong họ Hòa thảo. Loài này được Arechav. mô tả khoa học đầu tiên năm 1902.